# Контрада Назути (Кјети)
Контрада Назути (итал. Contrada Nasuti) је насеље у Италији у округу Кјети, региону Абруцо.
Према процени из 2011. у насељу је живело 82 становника. Насеље се налази на надморској висини од 209 м.